# Codes Rousseau
Pour les articles homonymes, voir Rousseau.
 (juillet 2023).
 (mars 2021).
Si vous disposez d'ouvrages ou d'articles de référence ou si vous connaissez des sites web de qualité traitant du thème abordé ici, merci de compléter l'article en donnant les références utiles à sa vérifiabilité et en les liant à la section « Notes et références ».
 (juillet 2023).
Codes Rousseau est une société française d'édition fondée en 1937 par Louis Rousseau. Elle est spécialisée dans la conception, le développement et la commercialisation de supports pédagogiques imprimés et numériques pour la formation aux différentes catégories de permis de conduire (scooter ou voiturette, voiture, moto, remorque, bateau).
Elle propose également des ouvrages et matériels destinés à la formation professionnelle (permis poids lourd, FIMO, FCO, CACES, titre professionnel) ainsi que des simulateurs de conduite résultant d’une co-création avec l’entreprise Acreos.
Codes Rousseau appartient actuellement au groupe TecVia. Le siège social de l’entreprise est situé aux Sables d’Olonne, en Vendée.

## Historique

### Naissance du Code de la route et du premier matériel pédagogique / 1937-1981
En 1937, Louis Rousseau devient moniteur d'auto-école aux Sables d’Olonne. À l’époque, aucune formation n’est exigée pour enseigner le Code de la route et la conduite automobile, il suffit d’avoir son permis de conduire. Les automobiles sont peu nombreuses et le code se réduit à quelques panneaux de signalisation. Il n’y a pas d’examen officiel. L’inspecteur interroge le candidat dans la voiture puis il vérifie, au cours d’une brève épreuve pratique, sa maîtrise des gestes rudimentaires de la conduite.
Louis Rousseau a l’idée de noter les questions les plus fréquemment posées par les inspecteurs et les compile dans un livret qu’il destine à ses élèves. C’est de cette initiative que naîtra le premier document à l’usage des candidats au permis de conduire.
L’histoire de Codes Rousseau est étroitement liée à l’évolution de la réglementation en matière de circulation. Sur une trentaine d’années, avec l’essor de l’automobile, le Code de la route ira en s’étoffant. Diffusé dans toute la France et traduit en plusieurs langues, l’ouvrage connaît rapidement un franc succès. En l’espace de quelques années, la société Codes Rousseau devient le premier et le plus grand éditeur national dans le domaine de l’apprentissage de la conduite automobile.
En marge de son activité d’enseignant du code et de la conduite, Louis Rousseau s’intéresse de près au matériel pédagogique. Au début des années soixante, il met au point le « télécode », sorte de téléviseur qui fait défiler des images fixes. Une dizaine d’années plus tard, toujours sous le label Codes Rousseau, « l’audioscope » prendra le relais grâce à un nouveau support : la diapositive.
L’année 1981 marque la fin d’une époque avec le départ de Louis Rousseau.

### Entre innovations technologiques et mission d’intérêt public / 1981-1993
Gérard Touzé prend la Présidence de Codes Rousseau en 1981. Il est à l’origine d’innovations technologiques. Il introduit les cours vidéo auprès des auto-écoles et fait du simulateur de conduite son cheval de bataille, première dans le monde de l’automobile. À cette époque, le simulateur remporte un succès technologique plus que commercial.
Autre pari technologique : le boîtier électronique Coradis. Conçu en étroite collaboration avec le ministère des Transports, Coradis fait évoluer les usages dans le monde de l’auto-école en permettant des examens plus fiables ainsi que l’exploitation de statistiques.
Gérard Touzé s'intéresse de plus en plus à l'intérêt public. Pour lui, l’enseignement de la conduite c’est aussi apprendre l’usage d’un bien commun au sein duquel, il convient d’adopter un comportement responsable, dès le plus jeune âge. Gérard Touzé, à travers sa vision du monde de l’auto-école, ouvre de nouvelles perspectives à Codes Rousseau.
Il fédère les enseignants, les moniteurs auto-école et la gendarmerie autour d’une première campagne de sensibilisation menée auprès des enfants. Gérard Touzé s’engage à initier 1 500 enfants à l’usage de la route. En parallèle, Codes Rousseau se tourne également vers les adultes au travers d’actions de prévention en entreprise. Une filiale parisienne « Rousseau Conseil » est créée dans ce but. Cette entité propose non seulement des produits pédagogiques, mais prend également en charge l’audit, la formation et l’organisation de grandes campagnes sécuritaires à l’échelle départementale.

### Développement de la prévention et ouverture à l’international / 1993-2007
Sous la Présidence de Gérard Touzé, Codes Rousseau a développé ses activités. Cependant, les avancées dans le domaine de la prévention et de la technologie commencent à peser sur les finances de l’entreprise. Pour continuer à prospérer, Codes Rousseau doit bénéficier de l’organisation et des moyens d’un grand groupe. C’est ainsi qu’en 1994, l’éditeur des Sables d’Olonne rejoint le groupe de communication allemand Bertelsmann. Codes Rousseau fait désormais partie d’un groupe international représentant plus de 80 000 personnes, leader sur le marché des éditions professionnelles dans de nombreux domaines.
En 1996, Michel Goepp prend les rênes de Codes Rousseau et fixe de nouveaux objectifs à l’entreprise. L’éditeur vendéen va enrichir son offre auprès du grand public. Un certain nombre d’ouvrages portant le label Codes Rousseau vient garnir les rayons des librairies. Ces supports pédagogiques couvrent tous les âges de la vie : des enfants aux seniors en passant par les parents et conducteurs adultes confirmés.
Sous le sigle Codes Rousseau Prévention, la société poursuit le développement de la prévention en se recentrant sur son métier d’origine : la conception et la réalisation de produits pédagogiques. Codes Rousseau Prévention exerce également sa compétence en menant des campagnes dans le domaine de la sécurité routière au niveau régional.
L’entreprise intensifie son ouverture au marché africain. L’aboutissement d’un appel d’offres du gouvernement marocain, orienté sur la mise en place d’un nouveau système de formation et d’examen, motive la création d’une filiale de Codes Rousseau à Rabat. Avec son réseau de partenaires compétents, cette entité marocaine représente un axe de développement stratégique.
En 2002, Codes Rousseau devient une filiale du groupe Springer, éditeur de premier plan dans les domaines de la recherche, de l’éducation et de la formation réputé pour la diversité et la qualité de ses parutions. Ce rachat assure à l’entreprise un ancrage économique encore plus solide ainsi qu’un rayonnement nouveau.
En 2004, Codes Rousseau est condamné pour abus de position dominante par le Conseil de la concurrence.

### Virage du numérique / 2007 à 2022
Avec l’essor d’Internet, les CD-Rom et DVD sont progressivement remplacés par des produits dématérialisés et Codes Rousseau consacre de plus en plus de ressources à leur conception. En 2009, Easyweb, premier site d’entraînement au Code de la route[réf. nécessaire], voit le jour. Il sera suivi, quelques années plus tard, de Pass Rousseau.
Depuis 2015, le monde de l’auto-école voit émerger de nouveaux acteurs : les auto-écoles en ligne. La position de leader sur le marché de la formation au permis de Codes Rousseau est fragilisée par cette nouvelle concurrence. Sous l’égide de Michel Goepp, une grande étude, dans le but d’opérer des choix stratégiques pertinents sur le long terme, est commandée à une entreprise en 2016. Des résultats de ce travail naîtra une volonté de s’ouvrir davantage au B to C en devenant un acteur clé du digital.
L’éditeur souhaite rester un partenaire de ses clients historiques : les auto-écoles, mises à mal par la concurrence accrue des auto-écoles en ligne sans toutefois négliger une cible plus grand public. Une idée germe alors, celle de mettre au point une plateforme web de mise en relation des auto-écoles avec les candidats au permis. L’interface auto-ecole.codesrousseau.fr est créée en 2018. Elle compte 2 200 écoles de conduite membres fin 2022.
En parallèle, Codes Rousseau continue de développer son offre simulation. Après une première version en 2014, Oscar 2 (Simulateur de Conduite Automobile Rousseau) est lancé en 2020.
En un peu plus de huit décennies, la PME vendéenne est devenue une entreprise d'une centaine de salariés, générant un chiffre d’affaires annuel d’un peu plus de 18 millions d’euros (18.1 millions d’euros en 2022), avec une activité diversifiée autour des cinq secteurs différents : la branche auto-école, la prévention du risque routier en entreprise, les supports destinés au grand public, les marchés publics et étrangers et enfin, la gestion des Éditions La Baule spécialisées dans l'édition et la diffusion de supports réglementaires répondant aux besoins des gendarmes, policiers nationaux et municipaux, avocats…